# 五味國男
五味 國男（ごみ くにお、1898年1月2日 - 没年不詳）は、日本の俳優、映画監督、元子役である。新漢字表記五味 国男。クレジットは五味 國雄（新漢字表記五味 国雄）と表記されることもあった。本名小崎 久雄（こさき ひさお）、父を初代とし、二代目 五味 國太郎（にだいめ ごみ くにたろう、新漢字表記五味 国太郎）を名乗ることもあった。

## 人物・来歴
1898年（明治31年）1月2日、東京府東京市日本橋区（現在の東京都中央区日本橋）に生まれる。父は俳優の五味國太郎（1875年 - 1922年）、妹はのちに女優の五味國枝（1905年 - 没年不詳）になった。生年月日については、初期の文献である『日本映画年鑑 大正十三・四年』には「明治三十年一月二日」（1897年1月2日）、『日本映画俳優名鑑 昭和四年版』では「明治三十年一月元旦」（1897年1月1日）とされている。
新派の舞台俳優であった父の影響下にあって、幼少時から舞台に立った。1911年（明治44年）から本格的に舞台を始め、その傍ら、旧制中学校・東京府立第三中学校（現在の東京都立両国高等学校）に進学し、卒業している。1919年（大正8年）、父が所属していた国際活映の映画に出演し、1920年（大正9年）7月3日に公開された徳富蘆花原作による『灰燼』（監督不明）にも出演した。同年6月、松竹キネマが松竹蒲田撮影所を開所すると同時に入社し、本格的に映画俳優の道を歩む。1921年（大正10年）8月11日に公開された『愛の小唄』（監督田村宇一郎）では主演している。
1922年（大正11年）4月28日、父の國太郎が大阪での公演中に満47歳で急死する、國男は松竹キネマを退社し、大阪で舞台公演を行った。帝国キネマ演芸が製作・配給し、1923年（大正12年）3月1日に公開された『愛の扉』（監督中川紫郎）に出演しており、このとき共演した小田照葉（のちの高岡智照）と恋愛関係に陥る。しかし、間もなく東京に戻り、同年、日活向島撮影所に入社している。同年9月1日に起きた関東大震災によって、同撮影所は壊滅し、國男は、再び大阪に戻り、1924年（大正13年）にかけて、帝国キネマ演芸芦屋撮影所に所属した。
『日本映画年鑑 大正十三・四年』では、帝国キネマ演芸の俳優部に分類されており、このとき「俳優独立のスタヂオを立てゝ、自分の好むまゝの映画を作つて見たい。資本家と云ふものがゐたらば永久にいゝものは撮れぬ」とコメントしている。このコメントは、同年に発表された『裸にした映画女優』という書物にも引用されており、「彼れこそは小いさなシトロハイムである」と俳優・監督のエリッヒ・フォン・シュトロハイムになぞらえて絶賛されている。同書によれば、当時、身長五尺四寸二分（約164.2センチメートル）、十六貫（約60キログラム）であったという。その後、実際に國男は、1925年（大正14年）から、大阪映画、ミクニプロダクションといった小プロダクションを興し、映画製作も行っている。東亜キネマに移籍し、甲陽撮影所から京都撮影所（等持院）に異動している。
1928年（昭和3年）、牧野省三のマキノ・プロダクションに移籍、『鬼神 前篇』（監督押本七之助）に主演、同作は同年7月13日（6月30日）に公開されている。1929年（昭和4年）7月25日、牧野省三が亡くなり、同年9月にマキノ正博を核とした新体制が発表になると、國男は、嵐冠三郎、荒木忍、南光明、根岸東一郎、谷崎十郎、阪東三右衛門、市川米十郎、東郷久義、市川幡谷、實川芦雁、桂武男、市川新蔵、津村博、澤田敬之助、岡村義夫らとともに「俳優部男優」に名を連ねた。その後、新体制下のマキノ・プロダクションは財政が悪化し、まもなく同社を退社している。記録に残る同社での最後の作品は、同年3月8日に公開された 『君恋し』（監督川浪良太）であった。同年ころ、父を初代とし「二代目 五味 國太郎」と名乗り始めるが、映画には、國男の名で出演していた。
1930年（昭和5年）には東京に再度移り、河合映画製作社に移籍した。満34歳になった1932年（昭和7年）以降の出演歴は不明であり、消息は不明である。没年不詳。

## フィルモグラフィ
クレジットは、特筆以外はすべて「出演」である。公開日の右側には役名、および東京国立近代美術館フィルムセンター（NFC）、マツダ映画社所蔵等の上映用プリントの現存状況についても記す。同センター等に所蔵されていないものは、とくに1940年代以前の作品についてはほぼ現存しないフィルムである。資料によってタイトルの異なるものは併記した。

### 国活角筈撮影所
國活で製作した作品はサイレント映画である。
- 『灰燼』 : 監督不明、原作徳富蘆花、主演藤間林太郎、1920年7月3日公開[2][4]

### 松竹蒲田撮影所
すべてサイレント映画である。
- 『鉱山の秘密』 : 監督田中欽之、脚本伊藤大輔、撮影ヘンリー小谷、1920年12月15日公開 - 石川の友人法学士野村敬一郎
- 『愛の骸』 : 監督帰山教正、1921年7月7日大阪公開（東京公開禁止）
- 『悪夢』 : 監督田村宇一郎、原作長岡外史、脚本仲木貞一、1921年7月15日公開
- 『法の涙』 : 監督・脚本野村芳亭、原作吉岡好郎、1921年8月10日公開
- 『愛の小唄』 : 監督田村宇一郎、脚本藤田草之助、1921年8月11日公開 - 主演
- 『断崖』 : 監督牛原虚彦、原作徳田秋声、1921年9月1日公開
- 『呪いの金鉱』（『呪の金鉱』[6]） : 監督牛原虚彦、原作中尾鶯夢、脚本伊藤大輔、1921年9月1日公開
- 『闇の路』 : 監督ヘンリー小谷、1921年11月25日公開
- 『母いづこ』 : 監督牛原虚彦、原作『オーヴァ・ゼ・ヒル（英語版）』より、脚本伊藤大輔、1922年1月10日公開
- 『金色夜叉』 : 監督・脚本賀古残夢、原作尾崎紅葉、1922年2月1日公開
- 『海の極みまで』 : 監督賀古残夢、原作吉屋信子、脚本伊藤大輔、1922年2月11日公開
- 『山谷堀』 : 監督・脚本島津保次郎、原作大明雨香、1922年2月15日公開
- 『渡り鳥』 : 監督島津保次郎、原作・脚本小田喬、1922年2月21日公開
- 『彦根騒動』 : 監督不明、製作日活関西撮影所、配給日活、1922年2月28日公開
- 『乳姉妹』 : 監督池田義臣、原作菊池幽芳、脚本伊藤大輔、1922年4月1日公開

### 帝国キネマ演芸
サイレント映画である。
- 『愛の扉』 : 監督・原作・脚本中川紫郎、共演小田照葉（高岡智照）、1923年3月1日公開 - 主演

### 日活向島撮影所
すべてサイレント映画である。
- 『兄弟』 : 監督・脚本若山治、原作水月八夫、1923年6月8日公開 - 竹村六郎（「五味国雄」表記[8]）
- 『紋清殺し』 : 監督鈴木謙作、脚本秦哀美、1923年7月13日公開 - 海老原晋一
- 『燈籠情話』 : 監督・脚本鈴木謙作、原作三遊亭圓朝、1923年8月1日公開 - 源三郎
- 『恋地獄』 : 監督・脚本長尾史録、共演森静子、製作マキノ映画製作所等持院撮影所、1923年8月30日公開 - 主演
- 『夜 第一篇 美しき悪魔』 : 監督・脚色溝口健二、原作ジャック・ボイル『大盗賊の電報』、1923年10月26日公開 - ある青年

### 帝国キネマ芦屋撮影所
すべてサイレント映画である。
- 『潜水艇七十号』[6] : 監督若山治、共演歌川八重子、1923年11月22日公開 - 主演
- 『神は赦すか』 : 監督松本英一、脚本伊藤大輔、撮影大森勝、1923年12月6日公開 - 主演
- 『若き日の悦び』 : 監督松本英一、原作・脚本・撮影大森勝、1923年12月21日公開
- 『心中地獄谷』 : 監督若山治、脚本伊藤大輔、共演久世小夜子、1924年1月17日公開 - 主演
- 『嘆きの曲』 : 監督松本泰輔、脚本伊藤大輔、1924年1月19日公開 - 主演
- 『足跡』 : 監督若山治、原作・脚本伊藤大輔、共演小池春枝、1924年1月23日公開 - 主演
- 『仇敵の家』 : 監督若山治、脚本内田柳石、1924年2月7日公開
- 『金は天下の廻り持ち』 : 監督若山治、脚本佐藤樹一郎、共演小池春枝、1924年2月15日公開 - 主演
- 『死線を越えて』 : 監督若山治、脚本佐藤樹一郎、共演小池春枝、1924年2月22日公開 - 主演
- 『千鳥ヶ淵』 : 監督・脚本若山治、共演小池春枝、1924年3月6日公開 - 主演
- 『恋のマラソン』 : 監督若山治、脚本佐藤喜一郎（佐藤樹一郎）、1924年6月26日公開 - 主演
- 『坩堝の中に』 : 監督・脚本伊藤大輔、1924年7月27日公開 - 楊庸の友人・青山欣一
- 『金色夜叉』 : 監督松本英一、脚本伊藤大輔、1924年製作・公開
- 『海の哄笑』 : 監督若山治、脚本伊藤大輔、1924年製作・公開
- 『恋は悲し三ツの魂』 : 監督若山治、共演久世小夜子、1924年製作・公開 - 主演

### 大阪映画ほか
すべてサイレント映画である。
- 『旅役者』 : 監督不明、1925年製作・公開[4]
- 『浮浪者』 : 監督不明、1925年製作・公開[4]
- 『明星』 : 原作・脚本高木正温、製作・配給大阪映画、1925年製作・公開 - 監督・主演

- 『隼の銀次』 : 監督不明、製作ミクニプロダクション、配給マキノプロダクション、1926年1月15日公開 - 主演
- 『追はれし蛇』 : 監督不明、製作天地活動写真、1926年3月15日公開
- 『火中の娘』 : 監督不明、製作ミクニプロダクション、1926年10月26日公開 - 主演

### 東亜キネマ甲陽撮影所
すべてサイレント映画である。
- 『友禅歌舞伎模様』 : 監督阪田重則、原作・脚本前田胡四郎、1926年7月8日公開
- 『明滅の塔』 : 監督竹内俊一、原作相原一魔、脚本竹井諒、1926年9月1日公開
- 『愛染草』（『愛梁草』[6]） : 監督根津新、脚本竹井諒、1926年12月22日公開 - 役名不明（「五味国雄」表記[6]）
- 『或日の冒険』 : 監督井出錦之助、原作・脚本松屋春翠、共演露原桔梗（若葉信子）、1926年製作・公開 - 主演
- 『悪魔の正体』 : 監督・原作・脚本桜庭青蘭、1926年製作・公開
- 『世紀病患者』 : 監督竹内俊一、原作・脚本竹井諒、1926年製作・公開 - 主演
- 『べら棒評判記』 : 監督西本武二、原作・脚本松屋春翠、1926年製作・公開
- 『果報は寝て待て』 : 監督根津新、原作・脚本竹井諒、共演綾小路雅子、1927年1月14日公開 - 主演
- 『残された父』[6] : 監督根津新、脚本松屋春翠、1927年3月21日公開 - 主演
- 『異国の娘』 : 監督根津新、原作・脚本竹井白路（竹井諒）、共演上村節子、1927年7月8日公開 - 主演

- 『夜光珠を繞る女性』 : 監督井出錦之助、原作甲賀三郎、脚本内田徳司、製作東亜キネマ京都撮影所、1927年12月1日公開
- 『情火奔流す』 : 監督永井健、原作・脚本上月吏、共演千種百合子、製作東亜キネマ京都撮影所、1928年1月4日公開 - 主演
- 『光に向ふ人々』 : 監督米沢正夫、原作・脚本山本三八、製作東亜キネマ京都撮影所、1928年製作・公開
- 『巷の人』（『巷に人』[6]） : 監督永井健、原作・脚本内田徳司、製作東亜キネマ京都撮影所、1928年製作・公開
- 『子爵家と嗣子』 : 監督米沢正夫、原作・脚本内田徳司、製作東亜キネマ京都撮影所、1928年4月1日公開 - 立澤仙八郎、36分尺で現存（NFC所蔵[9]）

### マキノプロダクション御室撮影所
すべてサイレント映画である。
- 『鬼神 前篇』 : 指揮マキノ省三、監督押本七之助、原作・脚本木下靖、撮影田邊憲治、共演五月信子、1928年7月13日（6月30日[6]）公開 - 主演
- 『浪人街 第一話 美しき獲物』（『浪人街 第一話』[6]） : 総指揮マキノ省三、監督マキノ正博、原作・脚本山上伊太郎、撮影三木稔、1928年10月20日（10月13日[6]）公開 - 金之助
- 『つづれ烏羽玉 第一篇』 : 監督稲葉蛟児、原作林不忘、脚本物部晋太郎（稲葉蛟児）・松本有義、撮影大塚周一、1928年11月1日公開 - 掏模 手扶舎里好
- 『京屋の娘』 : 指揮マキノ省三、監督吉野二郎、原作・脚本吉村地生、撮影奈子九一郎、1928年11月8日公開 - 富本
- 『鞍馬天狗 恐怖時代』 : 監督山口哲平、原作大佛次郎、脚本木村富士夫、製作嵐寛寿郎プロダクション、1928年11月30日公開[6]
- 『君恋し』 : 監督川浪良太、原作・脚本陣出達男、撮影松浦しげる、1929年3月8日公開 - 八公

### 河合映画
すべてサイレント映画である。
- 『村の異端者』 : 監督村越章二郎、主演五味國枝、1930年10月1日公開
- 『学生時代 近代学士風景 第三篇』 : 監督吉村操、共演琴糸路、1930年10月10日公開 - 主演
- 『清水定吉』（『ピストル強盗清水定吉』[6]） : 監督・脚本丘虹二、1930年10月17日（10月15日）公開
- 『女盗色懺悔』 : 監督吉村操、原作・脚本八尋不二、共演松枝鶴子、1930年11月28日公開 - 主演
- 『仇討呪文』 : 監督・原作・脚本石山稔、1930年12月12日公開 - 主演
- 『青春時代 花の様なお嬢さん 第一篇』（『花のようなお嬢さん』[6]） : 監督吉村操、原作・脚本八尋不二、1931年1月5日（1月10日[6]）公開
- 『維新建国 池田屋事変』（『池田屋事変』[6]） : 監督村越章二郎、1931年4月10日公開
- 『白痴の弟殺し 続篇』（『続白痴の弟殺し』[6]） : 監督石橋靖児、1931年5月29日公開
- 『明治の街盗』 : 監督・原作・脚本丘虹二、1931年7月31日公開
- 『事実美談 孝女ヨシエ物語』 : 監督吉村操、1931年8月7日公開
- 『心燃ゆる女性』 : 監督吉村操、1931年11月6日公開
- 『憶ひ起せ乃木将軍』（『想い起せ乃木将軍』[6]） : 監督吉村操、原作・脚本岡田敬、1932年3月18日公開 - 主演

- 『殊勲の派出婦』[6] : 監督ヘンリー登司、製作ヘンリーキネマ、1932年8月11日公開 - 主演